# Амфіціонові
Амфіціонові або амфіціоніди (Amphicyonidae) — викопна родина хижих ссавців з підряду псовидих.
Родина виникла у Північній Америці у середньому еоцені (близько 45 млн років тому), поширилися в Європі наприкінці еоцену (35 млн років), з'явилися в Азії та Африці — в ранньому міоцені (23 млн років) і проіснувала до верхнього міоцену (9 млн років тому).

## Опис

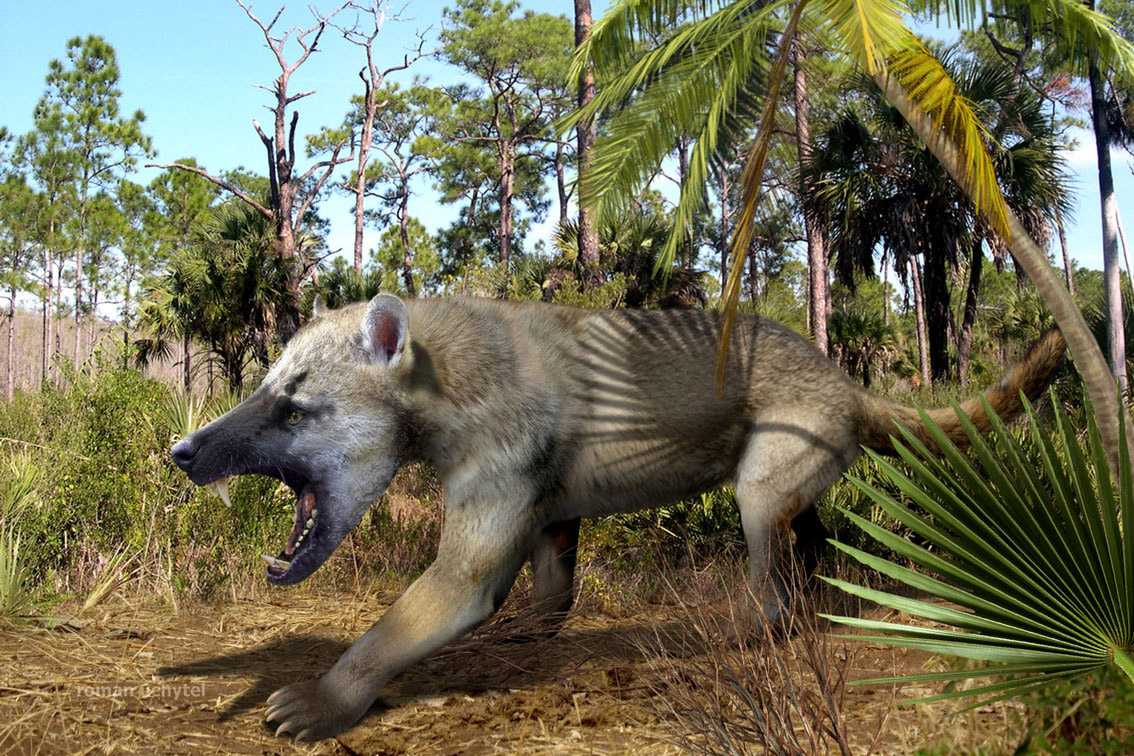
Реконструкція Amphicyon ingens

Зовні амфіціонові нагадували щось середнє між ведмедями і псами, через що англійською вони називаються Bear dogs — «ведмедепси» або «собаковедмеді». Раніше серед науковців не було єдиної думки щодо того, до якої родини їх відносити, до псових або ведмедевих, проте сьогодні їх як правило виділяють в окрему родину.
Більшість амфіціонових були кремезними звірами з відносно короткими лапами. Тіло деяких родів, таких як Cynelos, було стрункішим. Амфіціонові належали до перших великих представників хижих. Одним з найбільш ранніх родів, датований еоценом, був Simamphicyon. Протягом міоцену виникло безліч різних видів амфіціонових, від всеїдних до досить спеціалізованих м'ясоїдних.
Найвідомішим видом є амфіціон (Amphicyon), самець якого важив до 300 кг. Своїми сильними зубами амфіціони були ймовірно навіть здатні перекушувати кістки. Це припущення підкріплюється широкими місцями прикріплення м'язів на черепі амфіціонів.

## Класифікація
- Родина Amphicyonidae
  - Рід Agnotherium
    - A. antiquus

  - Рід Aktaucyon[1]
    - A. brachifacialis

  - Рід Amphicyanis
  - Рід Angelarctocyon
    - A. australis

  - Рід Brachycyon
    - B. reyi
    - B. palaeolycos
    - B. gaudryi

  - Рід Gobicyon
    - G. acutus
    - G. macrognathus
    - G. yei
    - G. zhegalloi

  - Рід Gustafsonia
    - G. cognita

  - Рід Guangxicyon
    - G. sinoamericanus

  - Рід Haplocyon
    - H. elegans
    - H. crucians

  - Рід Haplocyonoides
    - H. mordax
    - H. serbiae
    - H. ponticus

  - Рід Haplocyonopsis
  - Рід Harpagocyon[2]
  - Рід Harpagophagus
  - Рід Myacyon[3]
    - M. peignei

  - Рід Paradaphoenus
    - P. cuspigerus
    - P. minimus
    - P. tooheyi

  - Рід Pseudarctos
    - P. bavaricus

  - Рід Pseudocyonopsis
    - P. ambiguus
    - P. antiquus
    - P. quercensis

  - Рід Tomocyon[4]
    - T. grivense

  - Підродина Amphicyoninae
    - Рід Amphicyon
      - A. frendens
      - A. galushai
      - A. giganteus
      - A. ingens
      - A. laugnacensis
      - A. longiramus
      - A. lyddekeri
      - A. major (типовий вид)
      - A. palaeindicus

    - Рід Cynelos
      - C. caroniavorus
      - C. crassidens
      - C. helbingo
      - C. idoneus
      - C. jourdan
      - C. lemanensis
      - C. pivetaui
      - C. rugosidens
      - C. schlosseri
      - C. sinapius

    - Рід Goupilictis
      - G. minor

    - Рід Ischyrocyon
      - I. gidleyi

    - Рід Magericyon
      - M. anceps
      - M. castellanus

    - Рід Pliocyon
      - P. medius
      - P. robustus

    - Рід Pseudamphicyon
    - Рід Pseudocyon
      - P. sansaniensis
      - P. steinheimensis
      - P. styriacus

    - Рід Ysengrinia
      - Y. americanus
      - Y. depereti
      - Y. geraniana
      - Y. ginsburg
      - Y. tolosana

  - Підродина Daphoeninae (Північна Америка)
    - Рід Adilophontes
      - A. brachykolos

    - Рід Brachyrhyncocyon
      - B. dodgei
      - B. montanus

    - Рід Daphoenictis
      - D. tedfordi

    - Рід Daphoenodon
      - D. falkenbachi
      - D. notionastes
      - D. robustum
      - D. periculosus
      - D. skinneri
      - D. superbus

    - Рід Daphoenus
      - D. felinus
      - D. hartshornianus
      - D. lambei
      - D. nebrascensis
      - D. socialis
      - D. transversus
      - D. vetus

  - Підродина Temnocyoninae (Північна Америка)
    - Рід Mammacyon
      - M. ferocior
      - M. obtusidens

    - Рід Temnocyon
      - T. altigenis
      - T. ferox
      - T. percussor
      - T. venator